# Coupe d'Europe des nations d'athlétisme 2008
Navigation
Coupe d'Europe 2007 Championnat d'Europe par équipes 2009
La 29e et dernière Coupe d'Europe des nations d'athlétisme s'est déroulée les 21 et 22 juin 2008 au Parc des Sports d'Annecy en France.
Le Royaume-Uni s'impose chez les hommes, tandis que la Russie s'impose pour la 12e fois consécutive chez les femmes.
Il est à noter que cette compétition 2008 est la dernière du genre. À compter de 2009, le Championnat d'Europe par équipe d'athlétisme sera mis en place. 12 équipes seront inscrites dans les deux divisions principales et le score final résultera de l'addition des points cumulés par les athlètes masculins et féminins.

## Classement
| Place | Pays        | Points |
| ----- | ----------- | ------ |
| 1     | Royaume-Uni | 112    |
| 2     | Pologne     | 98     |
| 3     | France      | 96     |
| 4     | Allemagne   | 95     |
| 5     | Russie      | 84     |
| 6     | Italie      | 82     |
| 7     | Espagne     | 81     |
| 8     | Grèce       | 68     |

| Place | Pays        | Points |
| ----- | ----------- | ------ |
| 1     | Russie      | 122    |
| 2     | Ukraine     | 108,5  |
| 3     | Royaume-Uni | 89     |
| 4     | Pologne     | 86     |
| 5     | France      | 81     |
| 6     | Italie      | 79,5   |
| 7     | Biélorussie | 78     |
| 8     | Allemagne   | 74     |

## Synthèse des résultats

### Hommes
|                   | Royaume-Uni | Pologne | France | Allemagne | Russie | Italie | Espagne | Grèce |
| ----------------- | ----------- | ------- | ------ | --------- | ------ | ------ | ------- | ----- |
| Lancer du marteau | 2           | 8       | 4      | 6         | 3      | 7      | 1       | 5     |
| 400 m haies       | 4           | 7       | 6      | 2         | 5      | 3      | 1       | 8     |
| Saut en hauteur   | 4           | 2       | 5      | 3         | 8      | 7      | 6       | 1     |
| 100 m             | 8           | 3       | 7      | 6         | 1      | 4      | 5       | 2     |
| 1 500 m           | 5           | 4       | 8      | 6         | 3      | 2      | 7       | 1     |
| 400 m             | 8           | 4       | 5      | 3         | 6      | 7      | 1       | 2     |
| Lancer du poids   | 3           | 7       | 6      | 8         | 4      | 1      | 5       | 2     |
| 5 000 m           | 8           | 3       | 2      | 5         | 1      | 6      | 7       | 4     |
| Saut en longueur  | 5           | 7       | 4      | 6         | 2      | 3      | 1       | 8     |
| 4 × 100 m         | 8           | 7       | 5      | 0         | 4      | 6      | 3       | 2     |
| Premier jour      | 55          | 52      | 52     | 45        | 37     | 46     | 37      | 35    |
| 110 m haies       | 5           | 3       | 4      | 2         | 6      | 1      | 8       | 7     |
| 800 m             | 3           | 7       | 2      | 5         | 6      | 4      | 8       | 1     |
| Triple saut       | 8           | 1       | 7      | 3         | 5      | 6      | 2       | 4     |
| Lancer du disque  | 4           | 6       | 1      | 7         | 5      | 3      | 8       | 2     |
| Saut à la perche  | 6           | 7       | 0      | 8         | 0      | 4      | 3       | 5     |
| 3 000 m steeple   | 6           | 4       | 8      | 3         | 7      | 5      | 2       | 1     |
| 200 m             | 8           | 3       | 2      | 6         | 5      | 1      | 4       | 7     |
| 3 000 m           | 8           | 4       | 5      | 2         | 6      | 3      | 7       | 1     |
| Lancer du javelot | 2           | 6       | 7      | 8         | 4      | 5      | 1       | 3     |
| 4 × 400 m         | 7           | 5       | 8      | 6         | 3      | 4      | 1       | 2     |
| Second jour       | 57          | 46      | 44     | 50        | 47     | 36     | 44      | 33    |
| Total             | 112         | 98      | 96     | 95        | 84     | 82     | 81      | 68    |

 Les épreuves sont inscrites par ordre chronologique. 

### Femmes
|                   | Russie | Ukraine | Royaume-Uni | Pologne | France | Biélorussie | Allemagne | Italie |
| ----------------- | ------ | ------- | ----------- | ------- | ------ | ----------- | --------- | ------ |
| 400 m haies       | 5      | 8       | 2           | 7       | 3      | 1           | 6         | 4      |
| 100 m             | 6      | 3       | 7           | 2       | 4      | 8           | 1         | 5      |
| Triple saut       | 5      | 8       | 1           | 2       | 7      | 4           | 3         | 6      |
| Lancer du disque  | 8      | 7       | 2           | 6       | 5      | 3           | 4         | 1      |
| 800 m             | 5      | 4       | 8           | 6       | 7      | 3           | 2         | -      |
| Saut à la perche  | 8      | 5       | 2           | 7       | 3      | 1           | 6         | 4      |
| 3 000 m           | 5      | 3       | 7           | 8       | 6      | 4           | 2         | 1      |
| 400 m             | 6      | 7       | 8           | 2       | 1      | 5           | 3         | 4      |
| Lancer du javelot | 7      | 1       | 5           | 2       | 3      | 8           | 4         | 6      |
| 3 000 m steeple   | 8      | 7       | 2           | 6       | 3      | 1           | 4         | 5      |
| 4 × 100 m         | 8      | 5       | 7           | 3       | -      | 2           | 4         | 6      |
| Premier jour      | 71     | 58      | 51          | 51      | 42     | 42          | 40        | 39     |
| Lancer du marteau | 1      | 6       | 2           | 5       | 7      | 4           | 8         | 3      |
| Lancer du poids   | 6      | 2       | 1           | 4       | 3      | 5           | 8         | 7      |
| 1 500 m           | 5      | 7       | 6           | 8       | 3      | 4           | 2         | 1      |
| 100 m haies       | 6      | 8       | 1           | 7       | 5      | 4           | 2         | 3      |
| 200 m             | 6      | 3       | 7           | 4       | 8      | 5           | 2         | 1      |
| 5 000 m           | 6      | 8       | 7           | 2       | 1      | 4           | 5         | 3      |
| Saut en hauteur   | 5      | 6,5     | 3           | 1       | 4      | 6,5         | 2         | 8      |
| Saut en longueur  | 8      | 5       | 7           | 2       | 1      | 4           | 3         | 6      |
| 4 × 400 m         | 8      | 5       | 4           | 2       | 7      | 1           | 6         | 3      |
| Deuxième jour     | 51     | 50,5    | 38          | 35      | 39     | 35,5        | 38        | 35     |
| Total             | 122    | 108,5   | 89          | 86      | 81     | 79,5        | 78        | 74     |

 Les épreuves sont inscrites par ordre chronologique. 

## Résultats par épreuve

### Hommes
| 100 m (vent : - 1,8 m/s) | Tyrone Edgar 10 s 20                                                            | Martial Mbandjock 10 s 25                                                        | Tobias Unger 10 s 37                                                                     |
| 200 m (vent : - 0,3 m/s) | Marlon Devonish 20 s 52                                                         | Anastásios Goúsis 20 s 57 (SB)                                                   | Alexander Kosenkow 20 s 61                                                               |
| 400 m | Martyn Rooney 45 s 33                                                           | Claudio Licciardello 45 s 57                                                     | Denis Alekseyev 45 s 67                                                                  |
| 800 m | Manuel Olmedo 1 min 49 s 98                                                     | Marcin Lewandowski 1 min 50 s 13                                                 | Yuriy Koldin 1 min 50 s 17                                                               |
| 1 500 m | Mehdi Baala 3 min 40 s 55                                                       | Arturo Casado 3 min 40 s 70                                                      | Carsten Schlangen 3 min 41 s 75                                                          |
| 3 000 m | Andy Baddeley 8 min 1 s 28 (SB)                                                 | Jesús España 8 min 1 s 62 (SB)                                                   | Sergey Ivanov 8 min 1 s 91 (SB)                                                          |
| 5 000 m | Mohamed Farah 13 min 44 s 07                                                    | Carles Castillejo 13 min 57 s 37                                                 | Daniele Meucci 14 min 3 s 04                                                             |
| 3 000 m steeple | Mahiedine Mekhissi-Benabbad 8 min 33 s 10                                       | Ildar Minshin 8 min 34 s 89                                                      | Andrew Lemoncello 8 min 36 s 33                                                          |
| 110 m haies | Jackson Quiñónez 13 s 40 (SB)                                                   | Konstadínos Douvalídis 13 s 59                                                   | Yevgeniy Borisov 13 s 66                                                                 |
| 400 m haies | Periklís Iakovákis 49 s 15                                                      | Marek Plawgo 49 s 44                                                             | Salah Ghaidi 49 s 64                                                                     |
| 4 × 100 m | Royaume-Uni Christian Malcolm Tyrone Edgar Marlon Devonish Rikki Fifton 38 s 48 | Pologne Dariusz Kuć Łukasz Chyła Kamil Masztak Marcin Jędrusiński 38 s 61        | Italie Emanuele Di Gregorio Simone Collio Massimiliano Donati Maurizio Checcucci 38 s 73 |
| 4 × 400 m | France Leslie Djhone Teddy Venel Brice Panel Richard Maunier 3 min 2 s 33       | Royaume-Uni Robert Tobin Dale Garland Conrad Williams Martyn Rooney 3 min 2 s 66 | Allemagne Simon Kirch Kamghe Gaba Florian Seitz Bastian Swillims 3 min 3 s 04            |
| Saut en hauteur | Andrey Silnov 2,32 m                                                            | Andrea Bettinelli 2,30 m (SB)                                                    | Javier Bermejo 2,24 m                                                                    |
| Saut à la perche | Danny Ecker 5,55 m                                                              | Przemysław Czerwiński 5,55 m                                                     | Steven Lewis 5,40 m                                                                      |
| Saut en longueur | Loúis Tsátoumas 8,17 m                                                          | Marcin Starzak 8,09 m                                                            | Nils Winter 8,05 m                                                                       |
| Triple saut | Phillips Idowu 17,46 m                                                          | Colomba Fofana 17,21 m                                                           | Fabrizio Schembri 17,01 m (SB)                                                           |
| Lancer du poids | Peter Sack 20,41 m                                                              | Tomasz Majewski 20,32 m                                                          | Yves Niaré 20,31 m                                                                       |
| Lancer du disque | Mario Pestano 68,34 m                                                           | Robert Harting 65,25 m                                                           | Piotr Małachowski 63,20 m                                                                |
| Lancer du marteau | Szymon Ziółkowski 79,26 m                                                       | Nicola Vizzoni 77,32 m                                                           | Markus Esser 75,07 m                                                                     |
| Lancer du javelot | Peter Esenwein 79,23 m                                                          | Laurent Dorique 75,97 m                                                          | Igor Janik 75,65 m                                                                       |
| Records et Performances - AR : Record continental (area record) - CR : Record des championnats (championship record) - MR : Record du meeting (meet record) - NR : Record national (national record) - OR : Record olympique (olympic record) - PR : Record paralympique (paralympic record) - PB : Record personnel (personal best) - SB : Meilleure performance personnelle de la saison (season's best) - WL : Meilleure performance mondiale de l'année (world leader) - WJR : Record du monde junior (world junior record) - WR : Record du monde (world record) Circonstances et Conditions - DNF : N'a pas terminé (did not finish) - DNS : N'a pas pris le départ (did not start) - DQ : Disqualification (disqualification) - NM : Aucun essai valable enregistré (No Mark) - Q : Qualifié « directement » au prochain tour (ou à la prochaine compétition), lors d'une compétition majeure, grâce au classement ou à la réalisation des minima (automatic qualifier) - q : Qualifié au prochain tour (ou à la prochaine compétition), lors d'une compétition majeure, grâce au repêchage ou à la réalisation de l'une des meilleures performances parmi celles des « non qualifiés directement » (grâce au meilleur temps ou à la meilleure distance par exemple) (secondary qualifier) |                                                                                 |                                                                                  |                                                                                          |

### Femmes
| 100 m (vent : 1,3 m/s) | Yulia Nestsiarenka 11 s 17                                                                      | Emma Ania 11 s 22                                                                           | Yevgeniya Polyakova 11 s 26                                                                |
| 200 m (vent : - 0,2 m/s) | Muriel Hurtis 22 s 75                                                                           | Christine Ohuruogu 23 s 23                                                                  | Natalya Rusakova 23 s 29                                                                   |
| 400 m | Nicola Sanders 51 s 17                                                                          | Nataliya Pyhyda 51 s 57 (SB)                                                                | Tatyana Veshkurova 52 s 00                                                                 |
| 800 m | Jenny Meadows 2 min 1 s 20                                                                      | Élodie Guégan 2 min 1 s 65                                                                  | Anna Rostkowska 2 min 1 s 82                                                               |
| 1 500 m | Sylwia Ejdys 4 min 19 s 17                                                                      | Nataliya Tobias 4 min 19 s 70                                                               | Susan Scott 4 min 19 s 83                                                                  |
| 3 000 m | Lidia Chojecka 9 min 3 s 49 (SB)                                                                | Helen Clitheroe 9 min 4 s 38 (SB)                                                           | Olga Komyagina 9 min 5 s 76                                                                |
| 5 000 m | Nataliya Berkut 15 min 23 s 97                                                                  | Kate Reed 15 min 40 s 73 (SB)                                                               | Regina Kashayeva 15 min 50 s 98                                                            |
| 3 000 m steeple | Gulnara Galkina 9 min 35 s 32                                                                   | Valentyna Zhudina 9 min 35 s 42                                                             | Wioletta Frankiewicz 9 min 39 s 60                                                         |
| 100 m haies | Yevheniya Snihur 12 s 81 (PB)                                                                   | Aurelia Trywiańska-Kollasch 12 s 82                                                         | Yuliya Kondakova 12 s 83                                                                   |
| 400 m haies | Anastasiya Rabchenyuk 54 s 64                                                                   | Anna Jesień 54 s 81                                                                         | Jonna Tilgner 56 s 15                                                                      |
| 4 × 100 m | Russie Yevgeniya Polyakova Natalya Rusakova Yuliya Gushchina Yuliya Chermoshanskaya 42 s 80     | Royaume-Uni Anyika Onuora Montell Douglas Jeanette Kwakye Emma Ania 42 s 95                 | Italie Anita Pistone Vincenza Calì Giulia Arcioni Audrey Alloh 43 s 04 (NR)                |
| 4 × 400 m | Russie Yuliya Gushchina Olesya Krasnomovets Tatyana Veshkurova Lyudmila Litvinova 3 min 23 s 77 | France Phara Anacharsis Thélia Sigère Solen Désert-Mariller Virginie Michanol 3 min 26 s 63 | Biélorussie Katsiaryna Bobryk Iryna Khliustava Anna Kozak Yulianna Yuschanka 3 min 27 s 13 |
| Saut en hauteur | Ariane Friedrich 2,03 m (SB)                                                                    | Viktoriya Styopina Antonietta Di Martino 1,95 m                                             |                                                                                            |
| Saut à la perche | Yuliya Golubchikova 4,73 m                                                                      | Anna Rogowska 4,66 m (SB)                                                                   | Silke Spiegelburg 4,59 m                                                                   |
| Saut en longueur | Lyudmila Kolchanova 7,04 m (SB)                                                                 | Jade Johnson 6,81 m (PB)                                                                    | Bianca Kappler 6,63 m                                                                      |
| Triple saut | Olha Saladukha 14,73 m                                                                          | Teresa Nzola Meso Ba 14,51 m (SB)                                                           | Magdelin Martinez 14,28 m                                                                  |
| Lancer du poids | Christina Schwanitz 18,55 m                                                                     | Anna Omarova 18,30 m                                                                        | Chiara Rosa 18,03 m                                                                        |
| Lancer du disque | Svetlana Saykina 62,56 m                                                                        | Nataliya Semenova 62,25 m                                                                   | Joanna Wiśniewska 59,01 m                                                                  |
| Lancer du marteau | Aksana Menkova 75,97 m                                                                          | Manuela Montebrun 72,18 m                                                                   | Iryna Novozhylova 71,12 m                                                                  |
| Lancer du javelot | Natallia Shymchuk 63,24 m (NR)                                                                  | Mariya Abakumova 61,78 m                                                                    | Zahra Bani 58,13 m                                                                         |
| Records et Performances - AR : Record continental (area record) - CR : Record des championnats (championship record) - MR : Record du meeting (meet record) - NR : Record national (national record) - OR : Record olympique (olympic record) - PR : Record paralympique (paralympic record) - PB : Record personnel (personal best) - SB : Meilleure performance personnelle de la saison (season's best) - WL : Meilleure performance mondiale de l'année (world leader) - WJR : Record du monde junior (world junior record) - WR : Record du monde (world record) Circonstances et Conditions - DNF : N'a pas terminé (did not finish) - DNS : N'a pas pris le départ (did not start) - DQ : Disqualification (disqualification) - NM : Aucun essai valable enregistré (No Mark) - Q : Qualifié « directement » au prochain tour (ou à la prochaine compétition), lors d'une compétition majeure, grâce au classement ou à la réalisation des minima (automatic qualifier) - q : Qualifié au prochain tour (ou à la prochaine compétition), lors d'une compétition majeure, grâce au repêchage ou à la réalisation de l'une des meilleures performances parmi celles des « non qualifiés directement » (grâce au meilleur temps ou à la meilleure distance par exemple) (secondary qualifier) |                                                                                                 |                                                                                             |                                                                                            |

## Première division
La 1re division (First League), divisée en deux groupes, se dispute à Leiria (Portugal) et à Istanbul (Turquie) les 21 et 22 juin 2008. 

### Hommes
L'Ukraine et la Belgique, reléguées en 2007 dans cette division, ne retrouvent pas leur billet d'accession qu'elles cèdent à la République tchèque et à la Suède.
L'Autriche, la Norvège, la Turquie et la Croatie qui avaient été promues de seconde division, redescendent directement en division inférieure.
| Place | Pays        | Points |
| ----- | ----------- | ------ |
| 1     | Tchéquie    | 106    |
| 2     | Pays-Bas    | 106    |
| 3     | Portugal    | 105    |
| 4     | Belgique    | 96     |
| 5     | Finlande    | 92     |
| 6     | Biélorussie | 82     |
| 7     | Autriche    | 67,5   |
| 8     | Norvège     | 63,5   |

| Place | Pays     | Points |
| ----- | -------- | ------ |
| 1     | Suède    | 117    |
| 2     | Ukraine  | 106,5  |
| 3     | Slovénie | 96     |
| 4     | Hongrie  | 93,5   |
| 5     | Suisse   | 86     |
| 6     | Roumanie | 81,5   |
| 7     | Turquie  | 79     |
| 8     | Croatie  | 58,5   |

### Femmes
| Place | Pays     | Points |
| ----- | -------- | ------ |
| 1     | Espagne  | 125    |
| 2     | Tchéquie | 107    |
| 3     | Belgique | 91     |
| 4     | Irlande  | 86     |
| 5     | Portugal | 84     |
| 6     | Lituanie | 80     |
| 7     | Finlande | 78     |
| 8     | Pays-Bas | 77     |

| Place | Pays     | Points |
| ----- | -------- | ------ |
| 1     | Grèce    | 122    |
| 2     | Roumanie | 117,5  |
| 3     | Turquie  | 97,5   |
| 4     | Bulgarie | 85     |
| 5     | Suède    | 84     |
| 6     | Hongrie  | 77     |
| 7     | Serbie   | 74     |
| 8     | Croatie  | 70     |

## Compétitions de Coupe d'Europe en 2008
- les 15 et 16 mars 2008, Coupe d'Europe hivernale des lancers à Split (Croatie) (8e édition)
- le 12 avril 2008, Coupe d'Europe du 10 000 m à Istanbul (Turquie) (12e édition)
- les 21 et 22 juin 2008, 29e édition de la Coupe d'Europe à Annecy (cf. supra)
- les 21 et 22 juin 2008 : Première division, groupe A à Leiria (Portugal), Istanbul (Turquie) pour le groupe B
- aux mêmes dates : Deuxième division, groupe A à Tallinn (Estonie) et à Banská Bystrica (Slovaquie) pour le groupe B
- les 28 et 29 juin 2008 : Coupe d'Europe d'épreuves combinées : deuxième division à Maribor (Slovénie), Première division à Jyväskylä (Finlande) et Super Ligue à Hengelo (Pays-Bas).